# Llista d'alcaldes de San Juan (Puerto Rico)
Llista d'alcaldes de San Juan, Puerto Rico des de 1879 fins a l'actualitat.
| Període         | Nom                             | Partit polític                 |
| --------------- | ------------------------------- | ------------------------------ |
| 1879-1881       | Jose Ramon Becerra y de Garrete | Partit Liberal Reformista      |
| 1897            | José María Marxuach Echavarría  | Partit Liberal Reformista      |
| 1898            | Francisco Del Valle Atiles      | Partit Ortodox                 |
| 1899            | Luis Sanchez Morales            | Partit Ortodox                 |
| 1899-1900       | R.M. Blanchford                 |                                |
| 1900            | Manuel Egozcue Cintrón          | Partit Republicà Porto-riqueny |
| 1900-1901       | José María Marxuach Echavarría  | Partit Republicà Porto-riqueny |
| 1901-1903       | Manuel Egozcue Cintrón          | Partit Republicà Porto-riqueny |
| 1903            | Jose R. Latimer                 |                                |
| 1903-1907       | Roberto Henry Todd Wells        | Partit Republicà Porto-riqueny |
| 1907-1910       | Francisco Del Valle Atiles      | Partit Ortodox                 |
| 1911-1920       | Roberto Henry Todd Wells        | Partit Republicà Porto-riqueny |
| 1921-1923       | Martin Travieso, Jr.            | Partit Unió                    |
| 1923-1924       | Rafael Diez de Andino           | Partit Unió                    |
| 1925-1931       | Roberto Henry Todd Wells        | Partit Republicà Porto-riqueny |
| 1931-1936       | Jesús Benitez Castaño           | Partit Popular Democràtic      |
| 1936            | Bolivar Pagà Lucca              | Partit Popular Democràtic      |
| 1937-1939       | Carlos M. de Castro             | Partit Republicà Porto-riqueny |
| 1939-1941       | Fernando J. Geigel              | Partit Republicà Porto-riqueny |
| 1941-1945       | Gonzalo Diago                   | Partit Republicà Porto-riqueny |
| 1945-1946       | Roberto Sánchez Vilella         | Partit Popular Democràtic      |
| 1947-1968       | Felisa Rincón de Gautier        | Partit Popular Democràtic      |
| 1969-1976       | Carlos Antonio Romero Barceló   | Partit Nou Progressista        |
| 1977            | Carlos S. Quiros                | Partit Nou Progressista        |
| 1977-1984       | Hernán Padilla Ramirez          | Partit Nou Progressista        |
| 1985-1988       | Baltasar Corrada del Rio        | Partit Nou Progressista        |
| 1989-1996       | Héctor Luis Acevedo             | Partit Popular Democràtic      |
| 1997-2000       | Sila María Calderón             | Partit Popular Democràtic      |
| 2001-2012       | Jorge Santini Padilla           | Partit Nou Progressista        |
| 2013-2021       | Carmen Yulín Cruz Soto          | Partit Popular Democràtic      |
| 2021-actualitat | Miguel Romero Lugo              | Partit Popular Democràtic      |